# Алі Шукрія
Алі Шукрія (алб. Ali Shukriu, серб. Али Шукрија, Ali Šukrija; нар. 12 вересня 1919, Косовська Мітровіца — пом. 6 січня 2005, Белград) — югославський політик албанського походження.

## Біографія
Він вивчав медицину і політологію у Белградському університеті перед Другою світовою війною. У 1939 році він приєднався до комуністичного руху. Шукрія обіймав багато важливих посад у керівництві Соціалістичної Федеративної Республіки Югославії та автономного краю Косово. З 1963 по 1967 він був головою виконавчої ради (уряду) Косова, голова Президії (парламенту) автономного краю з 1981 по 1982. З 1984 по 1985 головував у Президії ЦК Союзу комуністів Югославії.
Шукрія запам'ятався як про-югославський політик. У 1989 році він залишив політику після страйку шахтарів.

## Нагороди
Нагороджений медаллю «Партизанська пам'ять» (1941), орденом Героя Соціалістичної Праці, орденом Національного визволення та орденом Братерства і єдності із золотим вінком.